# Storsvampar

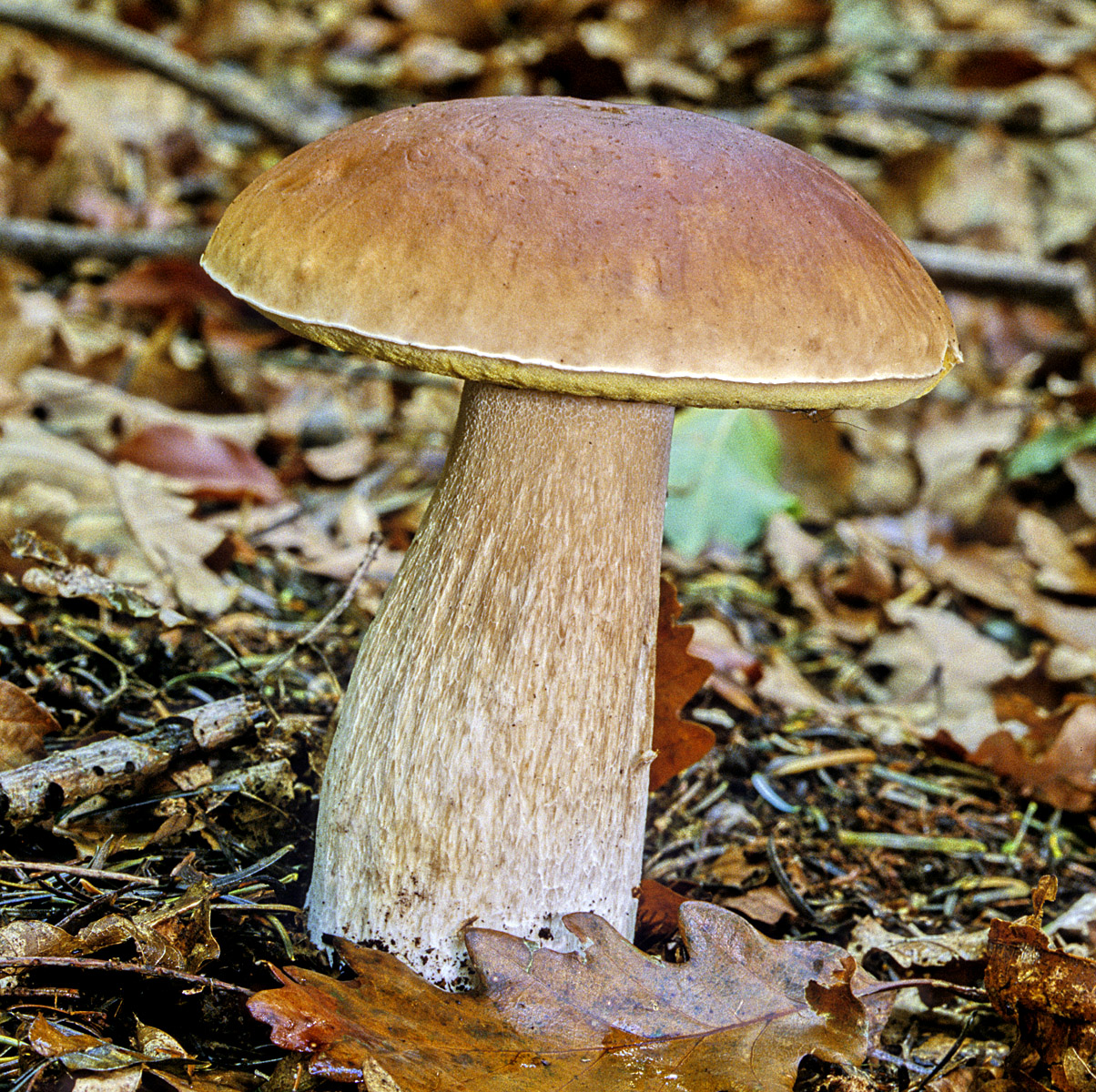
Stensopp, ett exempel på en storsvamp.

Storsvampar, eller makromyceter, är svampar med makroskopiska fruktkroppar, det vill säga svampar med storväxta fruktkroppar, som är lätta att se med blotta ögat. Storsvampar är inget systematiskt namn, utan en praktisk benämning. Hattsvampar är typiska storsvampar, men också andra svampar med stora fruktkroppar kan kallas för storsvampar. Motsatta praktisk benämningar är småsvampar och mikroskopiska svampar (mikromyceter). 